# تركي السديري
تركي السديري صحفي وكاتب ورئيس تحرير سابق سعودي، ولد سنة 1363 هـ الموافق 1944م بمدينة الغاط  التابعة لمنطقة الرياض وتلقى تعليمه بمدينة الرياض، عمل رئيساً لتحرير جريدة الرياض منذ عام 1394 وحتى قبول استقالته بتاريخ 16 شوال 1436 لمدة 41 سنة، كما شغل منصب رئيس هيئة الصحفيين السعوديين واتحاد الصحافة الخليجية. أطلق عليه الملك السعودي الراحل عبد الله بن عبد العزيز آل سعود لقب «ملك الصحافة».

## حياته العملية
تولى تركي السديري رئاسة تحرير جريدة (الرياض) عام 1974 عندما كان في الثلاثين من عمره، واستمر في منصبه 41 عاما، وفي عام 1972 بدأ عموده الصحافي (لقاء) في العدد 2300، وهو العمود الأطول عمرا في تاريخ الصحافة السعودية؛ إذ استمر نحو 43 عامًا. انتخب كأول رئيس لاتحاد الصحافة الخليجية منذ عام 2005 وحتى وفاته في 14 مايو 2017 ، كما كان عضواً في مجلس إدارة مؤسسة اليمامة الصحفية، وفي رئاسة اللجنة التأسيسية لهيئة الصحفيين السعوديين، كما انتخب رئيسا للهيئة مرتين

## ثقافته ومؤلفاته
يعتبر السديري إلى جانب عمله الصحفي قاصاً، وقد كتب القصة بلغة خاصة تعتمد على الرمزية، والبوح الذاتي، ويظهر تمكنه من القراءة الواسعة، وتمكنه من طرح الأسئلة، ومن مؤلفاته:
- حادي بادي (قصص قصيرة)، نادي الرياض الأدبي، الطبعة الأولى، 1412هـ/1991م.
- ناقة العوني، (قصص قصيرة)، الفرزدق، الرياض، الطبعة الأولى، 1415هـ/1994م.
- الإسلام والرياضة (بحث عن الرياضة في عهد الرسول صلى الله عليه وسلم) 1433هـ/2012م.
- أوراق من حقيبة صحافي. صدر عام 2021 عن نادي الرياض الأدبي.[8]

## الجوائز
2010: حصل السديري على جائزة الصحافة العربية فئة أفضل عمود صحفي، وحصل عليها في حفل كبير أقيم في دبي بعد أن اختير من بين العديد من مشاركات الكتاب الخليجيين والعرب.

## وفاته
توفي يوم الأحد 18 شعبان 1438 هـ الموافق 14 مايو 2017م عن عمر 73 سنة.

## صدر عنه
- كتاب (كان هنا). تأليف: هند بنت تركي السديري. صدر عام 2022.[10]
- فيلم (قصة ملك الصحافة) إخراج السعودي علي سعيد، وعرض في مهرجان أفلام السعودية التاسع عام 2023.[11][12]
- كتاب (كائن الفرح والشعر) تأليف: هند بنت تركي السديري. صدر عام 2023.[13]